# Марино (община Белимбегово)
Вижте пояснителната страница за други значения на Марино.
Марино (на македонска литературна норма: Марино) е село в община Белимбегово (Илинден), Северна Македония.

## География
Селото е разположено в източната част на Скопската котловина, южно от магистралата Скопие - Куманово.

## История
В края на XIX век Марино е българско село в Скопска каза на Османската империя. Според статистиката на Васил Кънчов („Македония. Етнография и статистика“) към 1900 година в Мравино живеят 100 българи християни.
Според преброяването от 2002 година селото има 3533 жители.
| Националност     | Всичко |
| северномакедонци | 3396   |
| албанци          | 0      |
| турци            | 0      |
| роми             | 0      |
| власи            | 0      |
| сърби            | 129    |
| бошняци          | 0      |
| други            | 8      |

## Личности
Родени в Марино
- Петър Жапкар (1897 – 1936), интербригадист, участник в Испанската гражданска война
- Христина Андоновска (р. 1973), филолог от Института за македонски език „Кръсте Мисирков“